# Dasyvalgus nagaii
Dasyvalgus nagaii är en skalbaggsart som beskrevs av Ricchiardi 1995. Dasyvalgus nagaii ingår i släktet Dasyvalgus och familjen Cetoniidae. Inga underarter finns listade i Catalogue of Life.